# حارة البرطي (صنعاء)
حارة البرطي هي إحدى حارات حي صرف بمديرية شعوب إحد مديريات العاصمة اليمنية صنعاء، بلغ تعداد سكانها 83 نسمة حسب تعداد اليمن لعام 2004.